# Nationalliga A (Handball) 2006/07
Die Spielzeit 2006/07 war die 58. reguläre Spielzeit der Schweizer Nationalliga A im Handball der Männer. In dieser Saison gab es keinen Absteiger, da die Liga auf die Saison 2007/08 auf 12 Teams vergrössert wurde.
Die SG Zentralschweiz musste zwei Monate vor Saisonbeginn wegen Insolvenz des Vereins ihre Mannschaft zurückziehen. Da es für diesen Fall keine Regelung gibt, entschied die SHL, der SG Chênois & Servette aus der 1. Liga den Platz zu überlassen, um den Handballsport auch in der Romandie attraktiver zu machen.

## Modus
Gespielt wurde von den 8 Teams eine Vierfachrunde zu je 28 Spielen.
Die besten vier Teams der Hauptrunde ermittelten den Schweizer Meister im Playoff-Stil. Die Halbfinals und der Final wurden nach dem Modus Best-of-Five gespielt. Die Verlierer spielten in einer Platzierungsrunde um die Ränge 3 und 4.
Die anderen vier Mannschaften aus der Hauptrunde ermittelten in einem Playout die Ränge 5 bis 8. Die Sieger der ersten Playoutrunde spielten um die Ränge 5 und 6. Für die Verlierer war die Saison zu Ende.

## Hauptrunde

### Rangliste
| Pl. |  | Verein                         | Sp. | S  | U | N  | Tore      | Diff. | Punkte  |
| --- |  | ------------------------------ | --- | -- | - | -- | --------- | ----- | ------- |
| 1.  |  | Grasshopper Club Zürich        | 28  | 23 | 2 | 3  | 0961:7740 | +187  | 048:80  |
| 2.  |  | Kadetten Schaffhausen (M) (SC) | 28  | 18 | 2 | 8  | 0842:6890 | +153  | 038:180 |
| 3.  |  | Wacker Thun (C)                | 28  | 15 | 0 | 13 | 0868:8210 | +47   | 030:260 |
| 4.  |  | Pfadi Winterthur               | 28  | 13 | 2 | 13 | 0820:7700 | +50   | 028:280 |
| 5.  |  | BSV Bern Muri                  | 28  | 14 | 0 | 14 | 0861:8140 | +47   | 028:280 |
| 6.  |  | TSV St. Otmar St. Gallen       | 28  | 13 | 0 | 15 | 0833:8110 | +22   | 026:300 |
| 7.  |  | TV Suhr                        | 28  | 12 | 2 | 14 | 0821:8080 | +13   | 026:300 |
| 8.  |  | SG Chênois & Servette (A)      | 28  | 0  | 0 | 28 | 0591:1110 | −519  | 00:560  |

Stand: 19. Oktober 2017
| Zum Hauptrundenende 2006/07: |                                                       |
|                              |                                                       |
|                              | Qualifiziert für die Playoffs                         |
|                              | Playout                                               |
|                              |                                                       |
| Zum Saisonende 2005/06:      |                                                       |
| (M)                          | Schweizer Meister 2005/06: Kadetten Schaffhausen      |
| (C)                          | Cup-Sieger 2005/06: Wacker Thun                       |
| (SC)                         | SuperCup-Sieger 2005/06: Kadetten Schaffhausen        |
| (A)                          | Aufsteiger (Entscheid der SHL): SG Chênois & Servette |

### Torschützenliste
| Pl. | Spieler           | Tore | Schnitt | Mannschaft               |
| --- | ----------------- | ---- | ------- | ------------------------ |
| 01. | Alexander Mierzwa | 249  | 7,5     | Pfadi Winterthur         |
| 02. | Radoslav Antl     | 212  | 6,1     | Grasshopper Club Zürich  |
| 03. | Edin Basic        | 201  | 6,7     | TV Suhr                  |
| 04. | Martin Engeler    | 200  | 6,2     | TSV St. Otmar St. Gallen |
| 05. | Sven Zbinden      | 198  | 6,6     | Wacker Thun              |
| 06. | Thomas Molliex    | 183  | 6,3     | SG Chênois & Servette    |
| 07. | Frank Løke        | 173  | 5,8     | Grasshopper Club Zürich  |
| 08. | Daniel Schmid     | 172  | 5,2     | Pfadi Winterthur         |
| 09. | Leszek Starczan   | 157  | 4,5     | Kadetten Schaffhausen    |
| 10. | Benjamin Steiger  | 145  | 5,0     | BSV Bern Muri            |

### Zuschauertabelle
|                      | Verein                   | Zuschauer | pro Spiel |
| -------------------- | ------------------------ | --------- | --------- |
| 1.                   | Kadetten Schaffhausen    | 14'270    | 792       |
| 2.                   | TSV St. Otmar St. Gallen | 12'530    | 783       |
| 3.                   | TV Suhr                  | 08'970    | 598       |
| 4.                   | Wacker Thun              | 09'150    | 571       |
| 5.                   | Pfadi Winterthur         | 08'850    | 553       |
| 6.                   | Grasshopper Club Zürich  | 09'263    | 514       |
| 7.                   | BSV Bern Muri            | 06'450    | 403       |
| 8.                   | SG Chênois & Servette    | 05'430    | 362       |
| Gesamt               | Gesamt                   | 74'913    | 576       |
| Stand: 29. Juli 2017 |                          |           |           |

## Platzierungsrunde
|  | Playout | Playout              | Playout |  |  | Platzierungsrunde | Platzierungsrunde    | Platzierungsrunde |
|  |         |                      |         |  |  |                   |                      |                   |
|  |         |                      |         |  |  |                   |                      |                   |
|  | 5       | BSV Bern Muri        | 1       |  |  |                   |                      |                   |
|  | 8       | Chênois-Servette     | 1       |  |  |                   |                      |                   |
|  |         |                      |         |  |  | 5                 | BSV Bern Muri        | 2                 |
|  |         |                      |         |  |  | 6                 | St. Otmar St. Gallen | 0                 |
|  | 6       | St. Otmar St. Gallen | 1       |  |  |                   |                      |                   |
|  | 7       | TV Suhr              | 1       |  |  |                   |                      |                   |
|  |         |                      |         |  |  |                   |                      |                   |

### Playout
Hin- und Rückspiel, bei Gleichstand entscheidet die Europacup-Formel (mehr Tore geschossen, bei Gleichstand mehr Auswärtstore erzielt)
|                      | Gesamt |                       | Hinspiel | Rückspiel |
| -------------------- | ------ | --------------------- | -------- | --------- |
| BSV Bern Muri        | 63:54  | SG Chênois & Servette | 27:30    | 36:24     |
| St. Otmar St. Gallen | 51:51  | TV Suhr               | 33:34    | 28:27     |

### Spiel um Platz 5/6
Hin- und Rückspiel
|          | Gesamt |                      | Hinspiel | Rückspiel |
| -------- | ------ | -------------------- | -------- | --------- |
| BSV Bern | 58:52  | St. Otmar St. Gallen | 27:22    | 31:30     |

## Playoffs

### Playoff-Baum
|  | Halbfinal | Halbfinal                | Halbfinal |  |  | Final | Final                    | Final |
|  |           |                          |           |  |  |       |                          |       |
|  |           |                          |           |  |  |       |                          |       |
|  | 1         | Grasshoppers Club Zürich | 3         |  |  |       |                          |       |
|  | 4         | Pfadi Winterthur         | 0         |  |  |       |                          |       |
|  |           |                          |           |  |  | 1     | Grasshoppers Club Zürich | 3     |
|  |           |                          |           |  |  | 2     | Kadetten Schaffhausen    | 1     |
|  | 2         | Kadetten Schaffhausen    | 3         |  |  |       |                          |       |
|  | 3         | Wacker Thun              | 0         |  |  |       |                          |       |
|  |           |                          |           |  |  |       |                          |       |

### Halbfinal
Modus war Best-of-Five
|                         |   |                  | Serie | 1     | 2     | 3     | 4 | 5 |
| ----------------------- | - | ---------------- | ----- | ----- | ----- | ----- | - | - |
| Grasshopper Club Zürich | – | Pfadi Winterthur | 3:0   | 33:25 | 30:29 | 35:27 | – | – |
| Kadetten Schaffhausen   | – | Wacker Thun      | 3:0   | 31:30 | 39:26 | 33:23 | – | – |

### Spiel um Platz 3/4
Hin- und Rückspiel
|             | Gesamt |                  | Hinspiel | Rückspiel |
| ----------- | ------ | ---------------- | -------- | --------- |
| Wacker Thun | 70:58  | Pfadi Winterthur | 34:31    | 36:27     |

### Final
Modus war Best-of-Five
|                         |   |                       | Serie | 1     | 2     | 3     | 4     | 5 |
| ----------------------- | - | --------------------- | ----- | ----- | ----- | ----- | ----- | - |
| Grasshopper Club Zürich | – | Kadetten Schaffhausen | 1:3   | 33:30 | 24:25 | 21:26 | 20:22 | – |